# یونس سنخاره
یونس سنخاره (انگلیسی: Younousse Sankharé؛ زادهٔ ۱۰ سپتامبر ۱۹۸۹) بازیکن فوتبال اهل فرانسه است که در پست هافبک بازی می‌کند.
از باشگاه‌هایی که در آن بازی کرده‌است می‌توان به باشگاه فوتبال گنگام، باشگاه فوتبال والنسین، باشگاه فوتبال استاد رنس، باشگاه فوتبال دیژون، و باشگاه فوتبال پاری سن ژرمن اشاره کرد.
وی همچنین در تیم‌های ملی فوتبال زیر ۲۱ سال فرانسه و سنگال بازی کرده‌است.